# Rick DeMont
Richard James „Rick“ DeMont (* 21. April 1956 in San Francisco) ist ein ehemaliger US-amerikanischer Schwimmer.
Bei den Olympischen Spielen 1972 in München gewann er überlegen über 400 m Freistil. Seine Medaille wurde ihm jedoch wegen der unerlaubten Einnahme eines Asthmamittels aberkannt, sodass die Jury den Zweitplatzierten Brad Cooper nachträglich zum Sieger erklärte. Das Internationale Olympische Komitee sperrte DeMont lebenslang von Olympischen Spielen aus. Somit war er der erste Schwimmer der olympischen Geschichte, der wegen Dopings disqualifiziert wurde.
1973 konnte er bei den ersten Schwimmweltmeisterschaften in Belgrad über 400 m Freistil den Weltmeistertitel erringen, als er im Finallauf den Olympiasieger Brad Cooper auf den zweiten Platz verweisen konnte. Im selben Jahr wurde Rick DeMont zum Welt-Schwimmer des Jahres gewählt. Im Jahr 1990 wurde er in die Ruhmeshalle des internationalen Schwimmsports aufgenommen.
Im Jahr 2001 wurde bekannt, dass Rick DeMont gegen Weizen und Tierhaare allergisch ist und die Mittel, die er bei den Olympischen Spielen einnahm, ordnungsgemäß angegeben waren. Jedoch lagen die Dokumente damals der medizinischen Kommission des Internationalen Olympischen Komitees nicht vor.